# Famille de Cléron d'Haussonville
La Famille de Cléron d'Haussonville est une famille éteinte de la noblesse française, originaire de Lorraine. Elle s'est éteinte en ligne masculine en 1924 et en ligne féminine en 1970. Une branche de la famille d'Andlau a relevé son nom en 1955. 

## Histoire
La famille de Cléron d'Haussonville a été reçue aux honneurs de la Cour. 
Elle a obtenu un titre de comte d'Empire le 27 septembre 1810. 
La famille a adhéré à l'Association d'entraide de la noblesse française (ANF) en 1951.
La famille de Cléron d'Haussonville est parfois compris dans les petits chevaux de Lorraine, soit les familles les plus anciennes de la Lorraine.
Une branche s'est installée en Allemagne.[réf. nécessaire]
La famille d'Andlau a relevé le nom de Cléron d'Haussonville en 1955.

## Personnalités
- Charles Louis Bernard de Cléron, « comte » d'Haussonville, grand louvetier du roi de Pologne
- Joseph-Louis de Cléron, « comte » d'Haussonville (1737-1806), fils du précédent, il combat à la guerre de Sept Ans, grand louvetier de France[réf. nécessaire] depuis 1780, lieutenant général des armées[réf. nécessaire]
- Charles Louis Bernard de Cléron d’Haussonville[3],[4],[5] (1er novembre 1770 à Paris - 1er novembre 1846 à Gurcy-le-Châtel en Seine-et-Marne), fils du précédent, colonel, chambellan de Napoléon Ier, pair de France (17 août 1815, comte-pair le 31 août 1817, lettres patentes du 30 avril 1822)
- Bernhard Joseph Ernst Clairon d'Haussonville (de) (* 3. octobre 1795 à Ober Gläsersdorf; † 30. Novembre 1857 à Breslau) major général prussien.
- Joseph Othenin Bernard de Cléron, comte d'Haussonville (1809-1884), fils du précédent, historien[réf. nécessaire], académicien, député de Seine-et-Marne (1842-1848), sénateur inamovible (1878-1884)
- Paul-Gabriel Othenin de Cléron, comte d'Haussonville (1843-1924), fils du précédent, avocat, essayiste[réf. nécessaire] et historien de la littérature[réf. nécessaire], député (1871), académicien

## Portraits

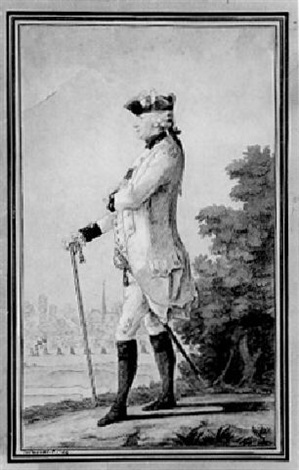
Joseph-Louis de Cléron, « comte » d'Haussonville (1737-1806),
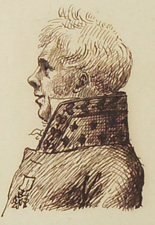
Charles Louis Bernard de Cléron d’Haussonville (1770-1846),
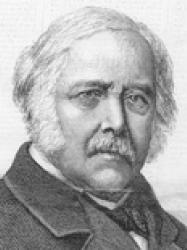
Joseph Othenin Bernard de Cléron, comte d'Haussonville (1809-1884)
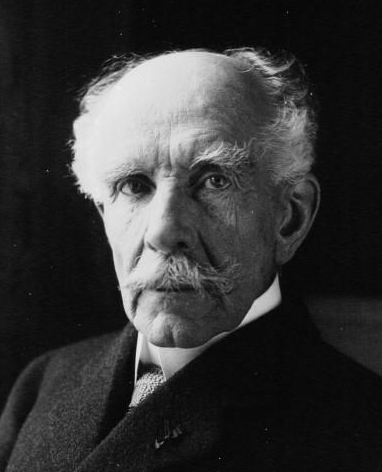
Paul-Gabriel Othenin de Cléron, comte d'Haussonville (1843-1924),

## Armes
Cette famille portait : De gueules à la croix d’argent accompagnée de quatre croix tréflées du même, sur le tout de gueules à cinq saffres (aiglettes de mer) d’argent en sautoir. Devise : Haut, clairons, pour l'honneur de la maison.,,

## Pour approfondir